# Bregar
Bregar je 146. najbolj pogost priimek v Sloveniji, ki ga je po podatkih Statističnega urada Republike Slovenije na dan 31. decembra 2007 uporabljalo
1.075 oseb.

## Znani nosilci priimka
- Aleksandra Bregar Gregorc, izdelovalka lutk
- Branko Bregar, javnozdravstveni strokovnjak
- Drago Bregar (1952—1977), alpinist
- Edo Bregar-Don (1918—1972), partizan, tehnični inovator, gospodarstvenik
- Franjo Bregar star. (1910—1987), oboist, glasbeni pedagog (prof. AG)
- Franjo Bregar ml. (*1935), oboist, glasbeni pedagog (prof. AG)
- Gojka Pajagič Bregar, konservatorka in restavratorka tekstilne dediščine, kustosinja SEM
- Helena Bregar, pevka sopranistka
- Ilija Bregar (1944-2023), novinar
- Jaka Bregar (*1942), fotograf
- Lea Bregar (*1951), ekonomistka, statističarka, univ. prof.
- Marjan Bregar (1928—2009), ilustrator, karikaturist (novinar)
- Marjeta Bregar (*1969), zgodovinarka, muzealka
- Miha Bregar (*1993), odbojkar
- Miloš Bregar, polkovnik SV, 1991 obveščevalec; veteran
- Olja Bregar, triatlonka
- Rožle Bregar, ("ekstremni") filmski snemalec, fotograf?
- Rudi Bregar (1926—2018), politični in sindikalni delavec
- Rudi Bregar, pohodniški organizator ("popotovanje od Litije do Čateža")
- Tamara Bregar, kiparka
- Uroš Bregar (*1979), rokometaš, trener
- Veronika Bregar, farmacevtka
- Gregor Bregar, kaplan na ŠKG Ljubljana